# Conselho Regional de Be'er Tuvia
Conselho Regional de Be'er Tuvia (em hebraico: מועצה אזורית באר טוביה, Mo'atza Azorit Be'er Tovia), é um conselho regional da região do litoral sul Planície em Israel.
Faz fronteira com Yoav e conselhos de Nahal Sorek regional no leste; Hof Ashkelon conselho regional, o Mar Mediterrâneo, a cidade de Ashdod eo conselho Gan Yavne locais no oeste; Gederot, conselhos regionais e Hevel Yavne Gedera, conselhos Bnei Aish local no norte do país ; Shafir conselho regional do sul. A cidade de Kiryat Malakhi é enclaves no meio.
Be'er Tuvia foi incorporada como um conselho regional em 1950, com uma área de terra de aproximadamente 140.000 dunans (140 km ²). De acordo com o Israel Central Bureau of Statistics, o conselho regional tinha uma população de 17.400.